# Grandato di Spagna

Corona di Grande di Spagna

Il grandato di Spagna (in spagnolo: Grandeza de España) è la massima dignità nobiliare spagnola. È correlato al titolo di infante di Spagna, titolo che viene conferito ai figli del monarca dal secondogenito in avanti, e ai figli del principe delle Asturie, il primogenito del re e suo erede. Quello di Grande di Spagna è il titolo conferito ai figli degli infanti e delle infante. I Grandi di Spagna sono quindi a vario grado cugini del monarca.
I Grandi di Spagna sono considerati quali successori degli antichi Ricoshombres dei regni di Castiglia e di León così come d'Aragona, di Navarra e Catalogna; l'origine di questo titolo e dei nomi di questi regni si deve far risalire ai tempi della Reconquista, come conseguenza dell'intervento delle grandi e potenti famiglie che la attuarono.

## Origine
Già prima dell'avvento della casata dei Trastámara, nel 1369, venivano chiamati "Grandi" i capi più potenti delle principali famiglie fondate dai principi di sangue reale, le cui origini si perdono indietro nella storia. L'origine del grandato di Spagna, così come è conosciuta attualmente, si situa tuttavia durante il regno di Carlo I di Spagna.
Nel 1520 egli, dopo la sua incoronazione come imperatore del Sacro Romano Impero con il nome di Carlo V, creò una differenziazione tra i semplici "titolati" (coloro che possedevano un titolo di nobiltà) e i "grandi" (grazia concessa dal sovrano e che si accompagnava al titolo nobiliare), concedendo il trattamento di "cugini"( già esistente) ai grandi di Spagna e quello di "parente" al resto dei titolati, il primo titolo era congiunto con il diritto di cobertura, che voleva dire il diritto di rimanere a capo coperto in presenza del re (da qui la tradizionale formula di concessione della dignità: ¡Cubríos!). Tra le altre prerogative vi era quella di potersi sedere in presenza del re e di non poter essere arrestato se non su espresso ordine del monarca.
In questa prima distinzione del 1520 furono riconosciuti come "Grandi" i possessori dei venticinque principali e più antichi titoli nobiliari dell'epoca, che erano:
- il duca di Alba
- il duca di Alburquerque
- il duca di Arcos
- il duca di Béjar
- il duca di Cardona
- il duca di Frías
- il duca di Gandia
- il duca dell'Infantado
- il duca di Medina Sidonia
- il duca di Medinaceli
- il duca di Nájera
- il duca di Segorbe
- il duca di Villahermosa
- il marchese di Aguilar di Campoo
- il marchese di Astorga

Grande di Spagna

- il marchese di Denia, in seguito duca di Lerma
- il marchese di Priego
- il marchese di Villena e duca di Escalona
- il conte-duca di Benavente
- il conte di Cabra
- il conte di Lemos
- il conte di Lerín, successivamente incorporato dalla Casa ducale di Alba
- il conte di Milgar, in seguito duca di Medina di Ríoseco
- il conte di Miranda del Castañar, in seguito duca di Peñaranda di Duero
- il conte di Ureña, in seguito duca di Osuna

Tutti gli esperti concordano che non esisteva precedenza alcuna tra questi primi "grandi" e che il protocollo li elencava nell'ordine in cui erano stati conferiti. Questi venticinque titoli e alcuni altri, a cui il grandato fu conferito durante il regno di Carlo I e di suo figlio Filippo II, sono coloro che vengono denominati come Grandi di Prima Classe, si tratta all'incirca di quaranta titolati alla fine del XVI secolo.
Inutile dire che, salvo rare eccezioni, come nel caso dei discendenti di Colombo (duchi di Veragua, concesso nel 1537), questi personaggi illustri rappresentavano i più potenti clan nobiliari medievali spagnoli e avevano un enorme potere territoriale e economico.

## Avvenimenti posteriori
Nel XVII secolo, vari titolati ricevettero l'alto onore rappresentato dal grandato, tra i quali il conte-duca di Olivares o il conte di Oñate.
Con l'insediamento dei Borbone al trono spagnolo, furono insigniti del titolo di Grandi di Spagna vari Pari di Francia che aiutarono Filippo V durante la guerra di successione spagnola. Da allora, i monarchi spagnoli hanno continuato a concedere, con misura, questa alta distinzione a personalità della nobiltà e della vita pubblica nazionale che si siano distinte: ad esempio il titolo è stato concesso da Juan Carlos I ad Adolfo Suárez, che fu presidente del governo durante la transizione verso la democrazia, insieme con il titolo di duca.
Il XIX secolo portò a una maggiore differenziazione tra i grandi di prima classe e il resto dei possessori di questa dignità, essendo ugualmente questo il secolo in cui è maggiormente aumentato il numero dei grandi, avendo insignito di questo titolo diverse personalità politiche e militari.
Nonostante si continui a considerare i primi celebri venticinque, conosciuti anche come Grandes de Inmemorial, come la parte principale della nobiltà spagnola e nonostante le loro prerogative onorifiche siano oggi le stesse del resto dei Grandi, la loro considerazione come rappresentanti dei maggiori e più importanti lignaggi della Spagna basso medievale continua a rimanere intatta nei circoli più conservatori.
Il titolo di Grande de España, come il resto dei titoli nobiliari, fu legalmente abolito durante la seconda repubblica spagnola mediante l'articolo 25 della Costituzione del 1931.
La legislazione nobiliare fu restaurata nel 1947 con la promulgazione della Legge di Successione alla Conduzione dello Stato (in spagnolo Ley de Sucesión en la Jefatura del Estado), nella quale secondo l'articolo 1º, la Spagna è dichiarata costituita in regno e in cui si stabilisce che: 
(Articolo 2º)
da allora Francisco Franco si arrogò il diritto di riconoscere e concedere titoli nobiliari.
La Costituzione spagnola del 1978, all'articolo 62, riconosce al re il “Diritto di Grazia” (spagnolo: Derecho de Gracia), in base alla quale si articola l'attuale legislazione spagnola sui titoli di nobiltà.
Anche se la dignità di grande si associa tradizionalmente al titolo di duca, può accompagnare allo stesso modo i titoli di marchese, conte, visconte, barone e signore, inclusi alcuni casi in cui è possibile che si possieda esclusivamente la dignità senza che questa venga accompagnata ad alcun titolo nobiliare. I superiori generali degli ordini dei predicatori, francescani, ,ercedari furono dichiarati Grandi di Spagna da Sua Maestà Cattolica.
I grandi di Spagna, le loro mogli e i figli primogeniti hanno diritto al trattamento di Excelentísimos Señores; i figli non primogeniti dei Grandi ricevono il trattamento di Ilustrísimos Señores.
Attualmente circa 400 titoli nobiliari ostentano il grandato di Spagna, anche se il numero dei grandi è minore, in quanto varie grandezze di Spagna sono in possesso della stessa persona (ad esempio i Duchi di Alba, i Duchi di Osuna o i membri della famiglia Medinaceli, tra gli altri, possiedono vari titoli con grandato). È da segnalare che numerose famiglie italiane, nonostante siano insignite di tale dignità, non hanno mai proceduto alla sua ricognizione in tempi moderni: ad esempio il duca Tommaso Gallarati Scotti, ambasciatore d'Italia a Madrid dal 1945 al 1947, aveva il titolo di Grande di Spagna in quanto discendente di José de Palafox y Melzi, eroico difensore di Saragozza nel 1808.
Tale è l'importanza riconosciuta al grandato di Spagna che i nipoti del re, figli degli Infanti di Spagna, in accordo con la legislazione vigente (Decreto Reale 1368/1987), non ricevono un trattamento e degli onori così “alti” come quelli dei grandi di Spagna.

## Privilegi
I grandi di Spagna godettero durante la storia di numerosi privilegi, che incominciarono a diminuire a partire dal XIX secolo. L'ultimo privilegio legale di cui godettero i grandi di Spagna fu la titolarità di un passaporto diplomatico durante i loro viaggi, privilegio soppresso dal Decreto Reale 1023/1984. Un grande di Spagna aveva il passaporto diplomatico, in quanto in un certo modo era tradizionalmente un alto rappresentante della Corona Spagnola; su questo passaporto diplomatico (che non differiva nel formato dagli altri passaporti diplomatici di qualsiasi altra carica), figurava come preambolo sulla seconda pagina il testo seguente: 
(Preambolo del passaporto diplomatico spagnolo)
Nel ventunesimo secolo la dignità di grande di Spagna non dà privilegi legali, salvo quelli di carattere onorifico, protocollare e sociale derivanti dal trattamento di Excelentísimos Señores.